# Stéphanie Lapointe
Pour les articles homonymes, voir Lapointe.
 (août 2014).
Stéphanie Lapointe est une chanteuse, actrice et auteure québécoise née le 26 mars 1984 à Brossard, au Québec. Elle est la gagnante de la deuxième édition de Star Académie (version québécoise, 2004).

## Biographie
Stéphanie Lapointe prend ses premiers cours de piano à l'âge de huit ans.
À 12 ans, elle se rend en France dans le cadre d’un projet éducatif et y donne sa première performance théâtrale sur scène. À 17 ans, elle devient membre d’une troupe amateur qui monte des comédies musicales. Elle joue dans La Belle et la Bête, Aïda et Once on This Island tout en continuant de suivre des formations en danse, en chant et en théâtre.
Si elle n’est pas retenue à sa première audition pour « Star Académie », c’est elle que le public choisit et couronne gagnante de Star Académie 2004. Avec les autres académiciens, elle participe à La Tournée Star Académie 2004, avec L’Infidèle et Si fragile.
À l’automne 2004, elle fait des débuts au petit écran dans la télésérie Le Négociateur, sur le Réseau TVA. Elle tient le rôle de Marie-Anne Caron, la jeune mère d’Aurore Gagnon, dans le film Aurore qui sort à l’été 2005. En 2004, elle est notamment invitée à deux reprises par Isabelle Boulay à partager la scène de L'Olympia de Paris. Elle présente, le 30 août 2005, Sur le fil, son tout premier album en solo.
Elle a accepté de devenir porte-parole du projet Au sommet pour Care et est allée gravir le Kilimandjaro avec eux au bénéfice de la fondation Care Canada.
En 2011 elle participe à la nouvelle comédie musicale : Les filles de Caleb où elle tient le rôle de Blanche.
Après son implication avec Care Canada, elle s'engage auprès de l'UNICEF, dont elle devient ambassadrice en 2007. En 2008, elle fait un séjour incognito dans des camps de réfugiés au Darfour dans le cadre du projet de documentaire À ciel ouvert. Le projet fut mené en collaboration avec l'UNICEF et Radio Canada International,.
En 2009, elle présente l'album Donne-moi quelque chose qui ne finit pas où elle interprète, entre autres, une version française de la chanson Bang Bang.
À l'automne 2014, Lapointe fait paraître un troisième album, Les amours parallèles, sous Simone Records.
En 2015, elle décide d’arrêter sa carrière d’auteure-compositrice-interprète en pleine tournée. La même année, elle se lance dans la littérature et publie Grand-père et la lune aux éditions XYZ. C'est un livre jeunesse, illustré par Rogé, qui lui rapporte, entre autres, le Prix du Gouverneur général 2017.
En 2018, elle publie aux Éditions les Malins, les deux premiers tomes de sa nouvelle série jeunesse Fanny Cloutier.
Elle est maintenant réalisatrice d’émissions et auteure de romans.
Elle est la maman de la comédienne Marguerite Laurence qui joue actuellement dans le film Mlle Bottine.

## Filmographie

### Comédie musicale
- Les Filles de Caleb (2011) : Blanche[8]

### Cinéma
- Liverpool (2012) : Émilie
- La Peur de l'eau (2012) : Rosalie Richard
- Aurore (2005) : Marie-Anne Caron, mère d'Aurore
- Fanny Cloutier (2019)

### Télévision
- Le Négociateur (2005) : Colette Cloutier (à TVA)
- Star Académie (2003) : Gagnante 2004 (à TVA)
- 21 jours (2016) : Cobaye

## Ouvrage
Album jeunesse
- Grand-père et la Lune, illustrations de Rogé, édition XYZ, septembre 2015

- Fanny Cloutier, tome 1 : ou l'année où j'ai failli rater mon adolescence, Éditions Les Malins, 2018
- Fanny Cloutier, tome 2 : Fanny Cloutier ou L'année où mon père m'a forcée à le suivre au bout du monde, Éditions Les Malins, 2018
- Jack et le temps perdu, illustrations de Delphie Côté-Lacroix, Quai no 5, Les Éditions XYZ, 2018
- Fanny Cloutier, tome 3 : Fanny Cloutier ou L'été des grandes vérités, Éditions Les Malins, 2019
- Fanny Cloutier, tome 4 : Fanny Cloutier ou Mon automne africain, Éditions Les Malins, 2020
- Fanny Cloutier, tome 5 : Retour aux sources, Éditions Les Malins, 2022
- Fanny Cloutier, tome 6 : Fanny Cloutier ou Le manoir, Éditions Les Malins, 2024

## Prix et nominations

### Nominations
- 2006 :
  - Prix Juno : Album Sur le fil
  - Prix Félix révélation de l'année

### Prix
- 2006 : Much Music Award pour le vidéoclip La mer, réalisé par Dominique Laurence[10].
- 2016 : Grand Prix du Concours Lux[9] pour Grand-père et la lune, illustrations de Rogé
- 2017 : Prix du Gouverneur général[9], catégorie littérature jeunesse de langue française – illustration pour Grand-père et la lune, illustrations de Rogé
- 2019 : Prix du Gouverneur général, catégorie littérature jeunesse de langue française – illustration pour Jack et le temps perdu, illustrations de Delphie Côté-Lacroix